# Крутые Горбы
Круты́е Горбы́ (укр. Круті Горби) — село, входит в Таращанский район Киевской области Украины.
Население по переписи 2001 года составляло 727 человек. Почтовый индекс — 09551. Телефонный код — 4566. Занимает площадь 2,353 км². Код КОАТУУ — 3224482801.

## Местный совет
09551, Київська обл., Таращанський р-н, с.Круті Горби